# Regne de Mallorca
El Regne de Mallorca (o Regne de Mallorques) fou una entitat política formada després de la conquesta de Mallorca (1229) i la proclamació de les franqueses (1230) pel rei Jaume I el Conqueridor. Després de la mort del rei en Jaume, el regne fou independent durant tres anys sota son fill, i després infeudat en vassallatge al rei d'Aragó per ser integrat definitivament a la Corona d'Aragó l'any 1343. Amb el pas dels anys, el Regne desenvolupà una sèrie d'òrgans representatius i d'institucions pròpies, les més importants de les quals foren els Jurats i el Gran i general Consell, que regien i representaven la totalitat, la «universitat» o el col·lectiu de la «ciutat e regne». Aquestes institucions, però, foren liquidades l'any 1715 pels Decrets de Nova Planta del rei en Felip V.

## Àmbit geogràfic
El Regne de Mallorca, en el moment de la seva constitució al març de 1230, només comprenia l'illa de Mallorca. Aquesta delimitació geogràfica es va mantenir inalterada al llarg del temps. Stricto sensu, el regne es limitava exclusivament a l'illa principal, fins i tot després de la submissió de Menorca el 1231. Aquesta, una taifa, va quedar com a territori musulmà sota domini del rei d'Aragó gràcies al Tractat de Capdepera. Igualment, l'illa d'Eivissa, conquerida juntament amb Formentera el 1235, va passar a formar part del domini cristià en una campanya impulsada per nobles i avalada pel rei.
Ni Eivissa ni Menorca foren mai tècnicament incorporades al Regne de Mallorca, ja que cada illa constituïa una realitat política i administrativa diferenciada. La centralització era feble o inexistent, i les institucions del regne, com els Jurats de la Ciutat i Regne de Mallorca o el Gran i General Consell, eren exclusives de Mallorca i no exercien cap jurisdicció sobre les altres illes.
Tant Eivissa com Menorca tenien les seves pròpies institucions, com ara els seus respectius jurats i Consells Generals, que representaven les seves universitats —comunitats d'habitants lliures— i limitaven la seva jurisdicció al territori insular corresponent. Aquesta autonomia també es reflectia en altres àmbits, com la participació de Menorca en les Corts catalanes, mentre que Mallorca només reconeixia les Corts Generals de la Corona d'Aragó, o en el fet que Eivissa depenia de la seu eclesiàstica de Tarragona i no de la de Mallorca.

Aquestes diferències s'indiquen, per exemple, en una acta del Gran i General Consell del 26 de març de 1697, on es puntualitzava clarament la separació entre les jurisdiccions:
| «                                                   | las islas de Iviza y Menorca es equivocació afectada reputarlas per part del regne de Mallorca. Perque es cert que el dit regne unicament consisteix en la illa de Mallorca y se representa en la Sria. dels Magniffichs Jurats y Consell de la Universitat, Ciutat y Regne de Mallorca, no concurrint en esta Junta persona alguna per fer les Islas de Menorca e Iviza ni unintse may les tres per fer un cos ni formar una Generalitat antesbe tenen cade una la sua Universitat separada dientse la de Mallorca Universitat del Regne y les altres dos Universitat de Menorca o de Iviça. Tenen aximatex les dites tres Islas las suas propries lleys y finalment tenen sos Privilegis diversos y encare de la de Iviça se pot arguir major diversitat axi per tenir different moneda com per estar subiecte en lo espiritual a Bisbat de fore Regne. | » |
| — Actes del Gran i General Consell 72, f. 210-210 v | |   |

El Regne de Mallorca i la Corona de Mallorca són conceptes diferenciats que sovint poden generar confusió. El primer fa referència estricta al territori de l'illa de Mallorca, que en alguns casos es pot estendre a les altres illes, sovint referides com a les illes adjacents. En canvi, la Corona de Mallorca designa el conjunt de béns patrimonials de la dinastia de Mallorca, tant insulars com continentals.

## Denominació
Encara que el nom en singular (Mallorca) referit a la capital, consti poc després de la Conquesta, posteriorment fou més freqüent en plural aplicat tant a la ciutat com al regne: «jurats de la Ciutat i Regne de Mallorques». Així, durant l'edat mitjana, tant la capital com l'illa sencera, i, per tant, el regne, eren conegudes amb el mateix nom (de la mateixa manera que en l'actualitat el mot d'Eivissa denomina tant l'illa com la vila; o València, que denomina tant la ciutat com el país). Per això, segons el context, sovint quan s'emprava el mot Mallorca o Mallorques s'havia de concretar si es referia a la ciutat (ciutat de Mallorques) o l'illa/regne (regne de Mallorques), o totes dues.
Menorca i Eivissa no tenien consideració de regne (així com Catalunya tampoc ho tenia) i es referien simplement com illes (així com Catalunya era referida com un Principat). Tanmateix, sembla que de qualque forma sí estaven vinculades amb l'illa gran, i sovint eren tractades com un conjunt o un tot vinculat—com per exemple a l’administració reial, que era la mateixa a les tres illes (Formentera en aquesta època no estava poblada). Quan es volia referir al conjunt de les illes, s'emprava la fórmula «Regne de Mallorca e altres illes adjacents» o qualcuna semblant, pel fet que les illes no formaven part de dit regne i tenien governs propis.

## Conquesta i formació

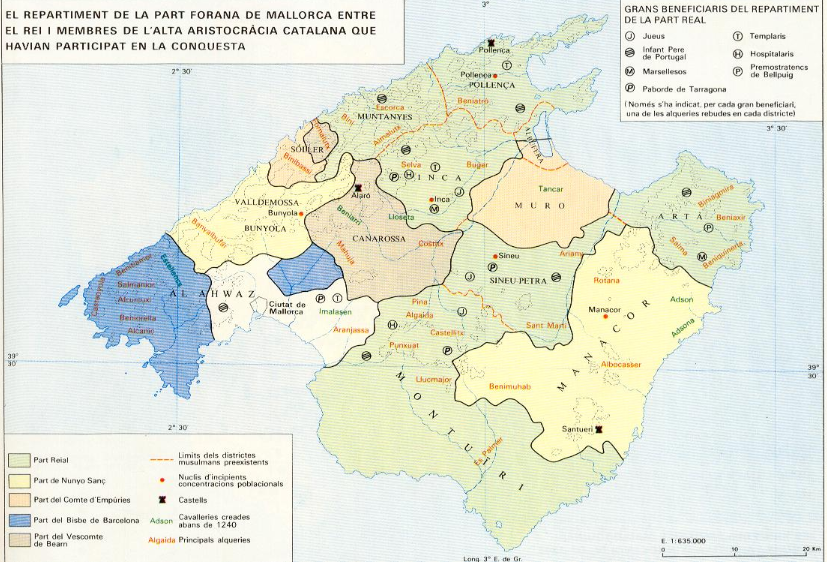
Mapa que mostra com es va fer el repartiment de Mallorca entre el rei i l'aristocràcia catalana que hi participà en la conquesta.

La tradició afirma que la idea de conquerir el "regne dins la mar" aparegué a un banquet a Tarragona entre nobles i el rei en Jaume I a la casa del comerciant Pere Martell a la darreria de 1228. El novembre d'aquest any se celebraren corts a Barcelona, sense participació aragonesa, i després de tres dies de deliberacions els tres braços acorden el projecte de l'expedició. Per això es comprometen a aportar homes, armes, embarcacions, cavalls, diners i altres ajudes. A més s'establí una constitució de Pau i Treva i la cessió de l'impost del bovatge per la realització de la conquesta.
Un cop finalitzades les corts es pactaren les condicions del projecte:
- L'objectiu era l'annexió de totes les illes.
- Les terres i riqueses obtingudes es repartirien entre els magnats segons la seva aportació a l'expedició en cavalls i homes armats.
- Les porcions de terra se cedirien, segons els costums de Barcelona, sota la sobirania del rei. Els que obtinguessin una porció podrien disposar-la segons el seu arbitri.
- En principi el projecte era obert a tots els súbdits de la Corona d'Aragó però posteriorment es modificà per fer-lo obert a la Cristiandat.

El primer senyor de Mallorca fou Pere de Portugal qui el 1231 bescanvià el comtat d'Urgell amb en Jaume I a canvi de la tinença feudal de la porció reial del Regne de Mallorca i les Illes d'Eivissa i Formentera, exclòs el domini dels castells de Pollença i Alaró i el Palau de l'Almudaina. Pere de Portugal fou dominus Maioricarum fins a 1244. El 1244 el rei assolí de bell nou el control de Mallorca amb un nou concanvi. El 30 de juny de 1254 Pere de Portugal recuperà el senyoriu de Mallorca amb un altre concanvi, segons el qual rebia el dominium et jurisdictionem Maioricarum la competència d'establir béns i una assignació de 39.000 sous a l'any. El 2 d'agost de l'any 1256, mort Pere de Portugal, Jaume I escrivia una carta als prohòmens e a tota la universitat de la ciutat e de tot lo regne de Maiorques, on els comunicava la tramesa del seu fill l'infant Jaume perquè el jurassin com a hereu del regne.

## Regne independent i regne privatiu

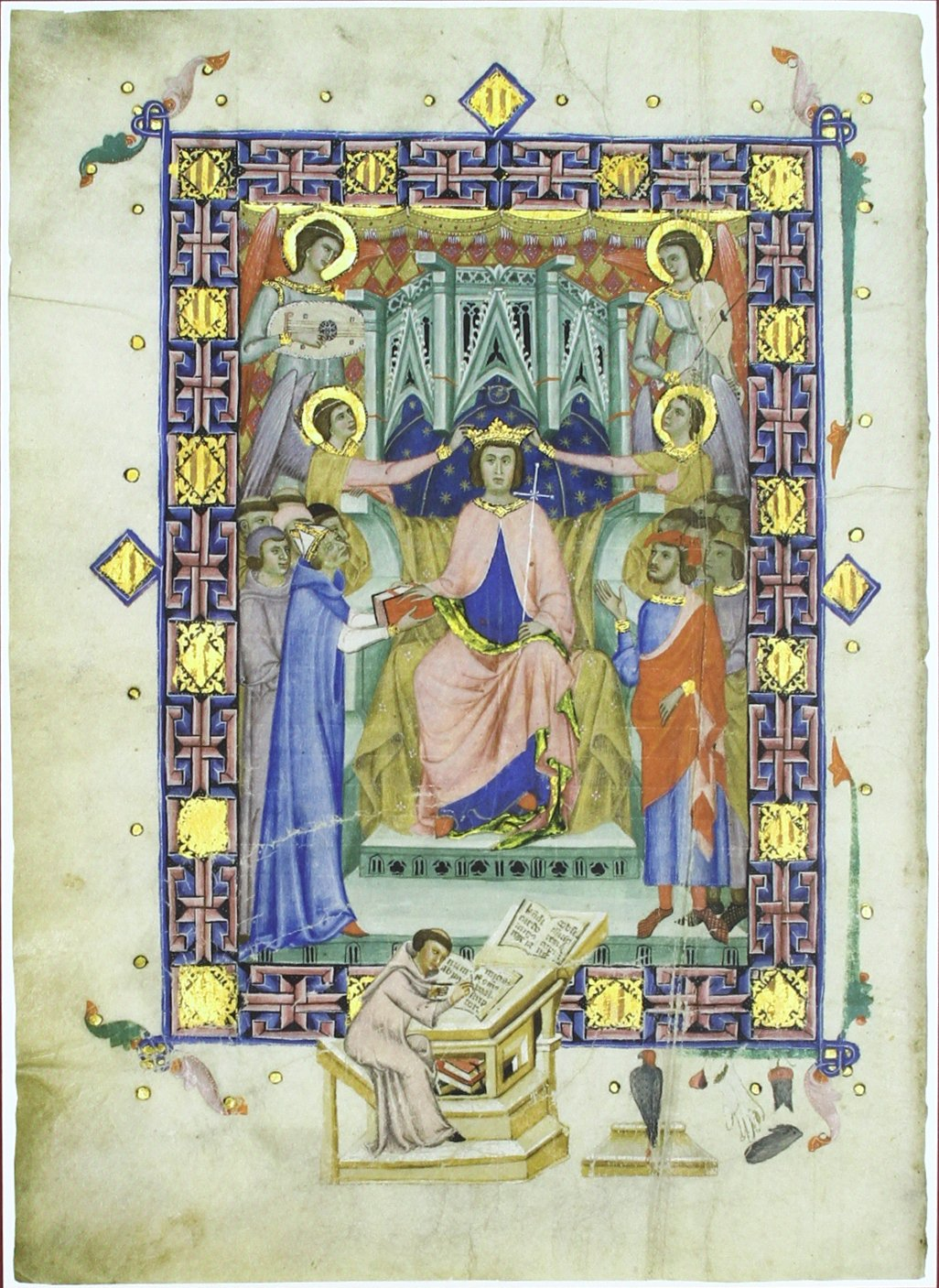
Jurament dels Privilegis per el rei en Jaume II de Mallorca.

### Mort de Jaume I i creació de la Corona de Mallorca
La mort del Jaume I (1276) i l'aplicació del seu testament (1262) deixaven a l'infant Jaume com a rei de Mallorca juntament amb altres possessions heretades que passaren a conformar la Corona de Mallorca: el Regne de Mallorca, que comprenia l'illa de Mallorca, Menorca –encara sota domini musulmà en aquell moment, però vassall– i les Pitiüses. També en formaven part els comtats del Rosselló i la Cerdanya, que abastaven el Conflent, el Vallespir, el Capcir i la senyoria de Cotlliure, corresponent aproximadament a l'actual Catalunya del Nord. A més, integrava els territoris d'Occitània que Jaume I havia mantingut, com la baronia i la senyoria de Montpeller, així com els enclavaments de l'Omeladès i el Carlat. Mentrestant, la resta de regnes i territoris peninsulars les heretà l'altre fill, el futur rei en Pere el Gran. La darrera voluntat de Jaume I establia que si una de les dues línies del Casal de Barcelona no tenia hereus mascles, els seus estats havien de passar a l'altra branca.

### Estructura de govern al Regne de Mallorca
El govern de la part insular del Regne de Mallorca era delegat pel monarca a un lloctinent, qui exercia l'autoritat principal. A les seves ordres se situava un batlle general i altres oficials de jurisdicció reial inferior, com els veguers i els batlles. Aquesta estructura institucional es completava amb la creació d'una Juraria, establerta pel rei Jaume I l'any 1249. Els jurats, amb funcions executives, representaven la Universitat de la Ciutat i Regne de Mallorca i tenien la facultat d'elegir una assemblea de consellers, després coneguda com el Gran i General Consell. Aquest òrgan, inicialment de caràcter assessor i deliberatiu, podia ser convocat pels mateixos jurats, els quals eren renovats anualment per cooptació.
El sistema electoral establia l'hegemonia política de la ciutat, dominada per ciutadans i mercaders, sobre les viles foranes. Tot i que l'autoritat per promulgar lleis residia exclusivament en el rei, el monarca sovint es limitava a aprovar les propostes formulades pel Gran i General Consell, ja que el regne no disposava de corts pròpies.

### Relació amb la Corona d'Aragó
Les relacions amb la branca principal del Casal de Barcelona, que governava la Corona d’Aragó, van ser conflictives des del principi. Pere el Gran va percebre la creació del regne mallorquí com una amenaça als seus drets dinàstics, la qual cosa va generar tensions que es van intensificar durant la Guerra de Sicília. En aquest conflicte, Jaume II de Mallorca es va alinear amb França, fet que va portar a la confiscació de les Balears el 1285 per Alfons el Franc i a la primera reincorporació del regne a la Corona d’Aragó.
Amb el Tractat d’Anagni de 1295, Jaume II va recuperar el tron i el Regne de Mallorca va restablir la seva condició de monarquia privativa. Aquesta situació es va mantenir fins al 1349, quan el regne fou integrat definitivament a la Corona d’Aragó.
Els sobirans privatius, que generalment residien a Perpinyà, foren:
- Jaume II (1276–1285 i 1295–1311)
- Sanç I (1311–1324)
- Jaume III (1324–1349)
- Jaume IV (rei nominal a l'exili)
- Elisabet (reina nominal a l'exili)

### Independència i vassallatge amb Jaume II
El Regne de Mallorca esdevé independent des de 1276 fins al 1279. Però els conflictes entre els germans Jaume i Pere feren que el primer s'hagués de declarar vassall del segon mitjançant el Tractat de Perpinyà. Des de llavors el regne passà a ser privatiu del rei, que al mateix temps tenia com a senyor el seu germà. Aquesta relació feudal del rei de Mallorca era doble per la diversitat de territoris de la corona mallorquina. Per una part era vassall del rei d'Aragó pel comtat del Rosselló i pel regne privatiu de Mallorca, i per l'altra, com a senyor de Montpeller, havia retut homenatge a Carles V de França.
Jaume II es trobà entre dos fronts oposats en el conflicte de les Vespres Sicilianes (1282) i considerà trencats els vincles amb el comte de Barcelona per l'excomunicació papal que va caure damunt aquest. El posicionament fou respost amb una expedició de conquesta per part de l'infant Alfons, futur Alfons el Franc, que ocupà Mallorca el 1285. Alguns nuclis com el castell d'Alaró, el castell del Rei o Santueri presentaren batalla algun temps, això fins a l'assalt al castell d'Alaró, que va posar punt final a la invasió.
Pel tractat d'Argelers de 1298, s'acordà que Felip IV de França cediria provisionalment l'administració de la Vall d'Aran a Jaume II de Mallorca, conquerida durant la croada contra la Corona d'Aragó, i 500 homes. mentre es resolia el conflicte. El 26 d'abril de 1313 d'acord amb el Tractat de Poissy, Sanç I de Mallorca restitueix la Vall d'Aran al rei d'Aragó Jaume el Just.

### Sanç I
Sanç I de Mallorca era el segon fill de Jaume II. Quan el seu germà gran, Jaume, va renunciar al tron per unir-se a l'orde franciscana, Sanç va ser nomenat hereu l'any 1302 i va accedir al tron el 1311. El seu regnat es pot dividir en dues fases: la primera, fins al 1317, va ser una continuació de les polítiques del seu pare, mentre que la segona, fins al 1324, es va centrar en garantir la seva successió i en assumptes com la conquesta de Sardenya.
Sanç va impulsar la defensa naval de les Balears amb la creació d'una flota per combatre la pirateria, a més de reformar l'administració del regne. Entre altres mesures, va establir el Sindicat de Fora per defensar els interessos del les viles i equilibrar el poder que ostentava la ciutat a la Universitat de Mallorca. Políticament, va adoptar una postura pragmàtica, acceptant una relació subordinada amb la Corona d'Aragó per assegurar la continuïtat del regne.
Durant el seu mandat, va reforçar les aliances amb altres cases reials, com les de Nàpols i Sicília, mitjançant matrimonis que buscaven estabilitzar les relacions polítiques. Ell mateix es va casar amb Maria de Nàpols, però no van tenir descendència. Davant aquesta situació, Sanç va decidir designar el seu nebot, Jaume, com a successor.

### Jaume III
Tant la regència de l'infant Felip de Mallorca com el regnat en solitari de Jaume III van estar plens de moments d'inestabilitat i dificultats. En política, va haver d'enfrontar-se a diversos entrebancs diplomàtics i conflictes internacionals. El 1324, Jaume el Just va interferir en el seu succeïment, reclamant el tron del Regne de Mallorca. Això va provocar un període de tensió que finalment es va resoldre quan el rei Jaume va renunciar a les seves pretensions a canvi de fer-se condonar un deute de 25.000 lliures que havia contret amb la cort de Mallorca per a la conquesta de Sardenya. Aquesta situació va posar en evidència la fragilitat política del regne. Tot i això, Jaume III es va veure obligat a involucrar-se en un conflicte bèl·lic contra la República de Gènova, un enfrontament impulsat per la petició d'Alfons el Benigne, monarca de la Corona d'Aragó. Aquest conflicte, que es va estendre entre els anys 1330 i 1336, va aportar beneficis mínims per al regne, mentre que les repercussions materials van ser devastadores, sumint Mallorca en una situació de gran endeutament i esgotament financer.
Quan va assumir el govern en solitari el 1336, deixà de banda l'assessorament de consellers experimentats, fet que va dificultar encara més la gestió del regne. Des de 1340, aquest es va veure implicat en una nova guerra contra el soldanat benimerí al Magrib. L'objectiu era garantir la seguretat del comerç marítim, que es trobava amenaçat pel tancament de l'estret de Gibraltar i les incursions de pirates.
En aquest context, el Pere el Cerimoniós, exigí la col·laboració de Jaume III en qualitat de vassall. Tot i això, aquest inicialment s'hi negà, prioritzant la protecció dels interessos comercials mallorquins amb el Magrib i el regne de Granada. Aquest posicionament, juntament amb la insistència de les corones de Castella i Aragó d'ordenar el desplegament de la flota mallorquina a l'estret de Gibraltar —la qual cosa deixava les Balears potencialment desprotegides davant possibles atacs— va generar tensions diplomàtiques importants fins que envià cert nombre de galeres. Enmig d'aquest panorama, la presència d'estols benimerins en aigües balears agreujà la situació, i Jaume III optà per firmar un tractat de pau unilateral amb el soldanat.

## Reincorporació a la Corona d'Aragó

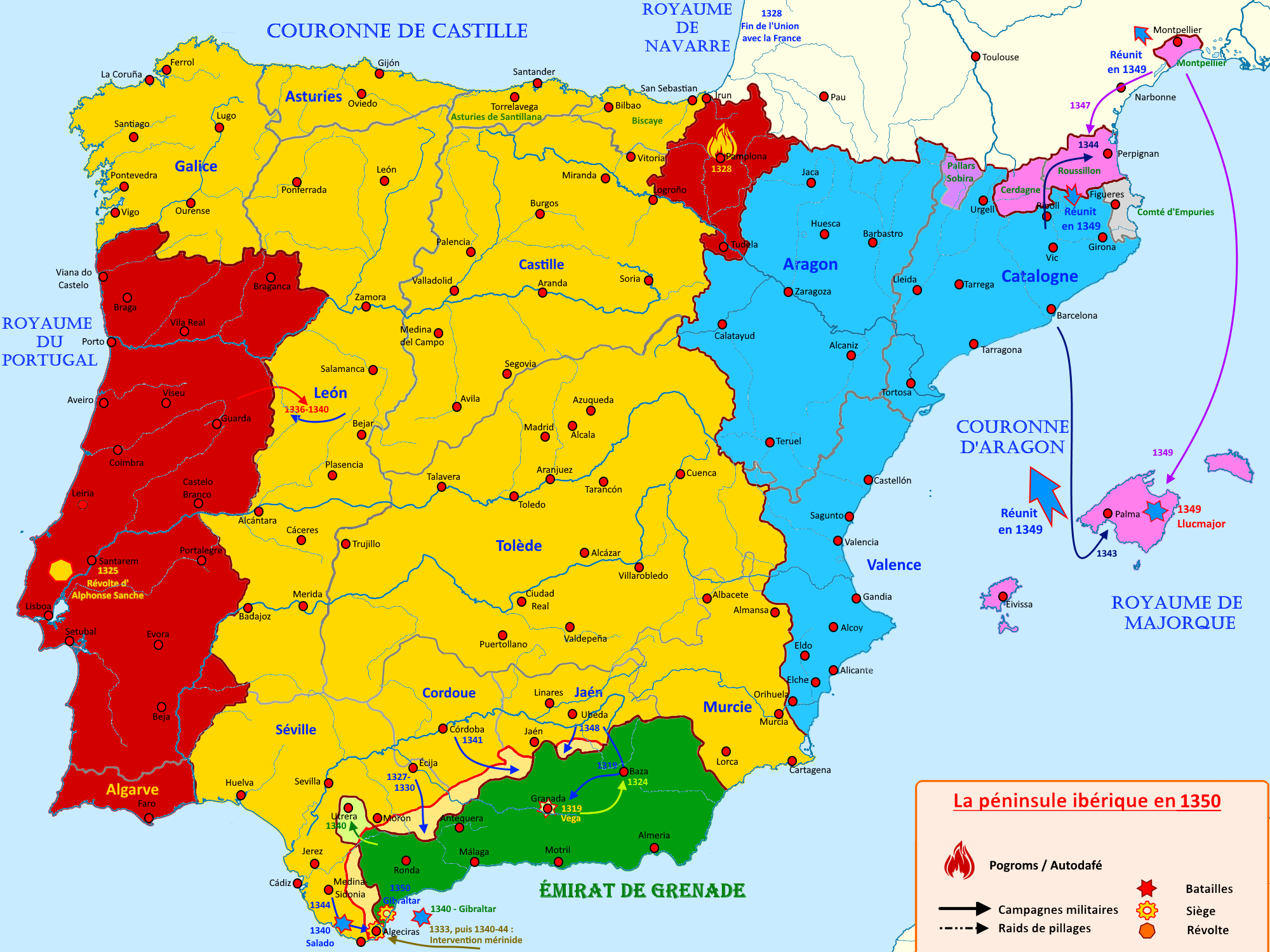
Mapa que mostra el conflicte d'annexió de la Corona de Mallorca (dominis i terres propietat del rei de Mallorca) a la Corona d'Aragó; i la seva situació respecte a la península ibèrica.

### Extinció de la Corona de Mallorca
El rei Pere començà a bastir l'estratègia judicial per procedir a la reincorporació de Regne de Mallorca a la Corona d'Aragó, vertebrant-la al voltant de l'incompliment dels tractats vigents en els que es prohibia explícitament batre moneda mallorquina al Rosselló. Posteriorment, el rei hi afegí altre greuges, com l'encunyació de moneda falsa, la poca predisposició a unir-se a les campanyes militars esmentades, i la negativa de Jaume III a presentar-se davant seu per donar explicacions, trencant així el vincle de vassallatge que els unia. El 8 d'abril de 1342, per mitjà d'Arnau d'Erill es va iniciar el procés que acabaria amb la reincorporació de regne de manera relativament pacífica l'any 1343. Aquesta, es consolidà definitivament amb la batalla de Llucmajor, el 1349, en la qual morí Jaume III.

### Primera revolta mallorquina
Durant el segle xiv, el Regne de Mallorca es trobava immers en una situació de crisi econòmica i social. Les conseqüències de la pesta negra de 1348, el dèficit crònic de cereals, juntament amb les recurrents crisis agrícoles i les creixents tensions fiscals, havien enfonsat l'economia de l'illa. A més, l'alt endeutament institucional i privat va agreujar els conflictes socials. La reintegració del regne a la Corona d'Aragó no va solucionar aquests problemes. Les necessitats fiscals de la monarquia van portar a un augment dels impostos i a una sobrecàrrega econòmica, especialment per a les classes populars.
En aquest context esclatà la Revolta mallorquina de 1391, un episodi d'alta tensió social i violència que s'inicià amb tints d'aixecament social i acabà derivant en atacs contra la comunitat jueva de l'illa, que jugava un paper notable com a prestadora i intermediària econòmica. Aquestes agressions s'emmarquen en un context més ampli de disturbis antijueus que es van estendre per tota la Península Ibèrica aquell any.

### La crisi del segle XV
Durant la primera meitat del segle xv, Mallorca continuava en una situació complexa marcada per crisis econòmiques, demogràfiques i tensions socials. La ciutat i la Part Forana mantenien una relació d'interdependència econòmica, ja que el camp proveïa la major part dels recursos agrícoles que alimentaven l'activitat comercial urbana. Tot i així, aquesta connexió no estava exempta de conflictes, ja que les desigualtats polítiques i fiscals entre les dues regions sovint generaven friccions i malestar.
El poder polític i administratiu estava concentrat a Ciutat, que exercia un control significatiu sobre tota l'illa a través del Gran i General Consell, dominat pels estaments ciutadà i cavaller. Mentrestant, al camp predominaven petites propietats agrícoles gestionades per pagesos lliures o en contractes de masoveria. Aquesta estructura aparentment equilibrada es va veure amenaçada per l'acumulació de terres a mans de les elits urbanes i rurals, que adquirien propietats dels pagesos empobrits a través de vendes o embargaments. Aquest procés de concentració de terres va provocar que molts pagesos es convertissin en jornalers o deixessin de ser propietaris de les terres que treballaven.
La situació econòmica de Mallorca estava condicionada pel deute acumulat amb creditors externs, especialment de Barcelona. Per gestionar aquest deute, es va establir el Contracte Sant el 1405, que destinava els ingressos fiscals a pagar interessos i reduir el deute. Aquest sistema gravava activitats quotidianes com el comerç, la producció agrícola i la venda de productes essencials com la sal. Les càrregues fiscals eren particularment feixugues per als pagesos i els menestrals, que ja patien per les conseqüències de males collites i epidèmies recurrents. La gran pesta de 1440, per exemple, va reduir significativament la població de Mallorca, deixant un buit en la força laboral i intensificant les desigualtats. Les zones rurals, que depenien d'una mà d'obra consistent, van patir especialment, ja que molts es van traslladar a Palma buscant millors oportunitats i una fiscalitat menys asfixiant.
Entre 1450 i 1453, Mallorca va viure una de les revoltes més importants de la seva història, coneguda com la Revolta Forana. Aquest aixecament, liderat pels habitants de les zones rurals i els artesans de la ciutat, s'originà per les profundes desigualtats fiscals entre la ciutat i la resta de l'illa, juntament amb la percepció de corrupció en l'administració del regne. El sistema fiscal vigent, que datava de 1315, s'havia tornat obsolet, ja que moltes terres que abans eren rurals havien passat a mans de ciutadans, agreujant encara més la tensió entre els dos grups socials.
La revolta es va desenvolupar en diverses fases. En un primer moment, els revoltats van assetjar Palma i van intentar buscar una solució pactada amb el suport de la cort d'Alfons el Magnànim a Nàpols. Aquesta via conciliadora no va tenir èxit i, a partir de 1451, el conflicte es va intensificar. El 1452, el rei envià tropes mercenàries italianes, conegudes com els saccomani, que juntament amb forces locals van derrotar els insurgents a la batalla de Rafal Garcés. Les conseqüències de la derrota van ser severes: els líders de la revolta van ser executats, i els pobles implicats van haver de pagar multes elevades com a càstig.
Després d'aquest episodi, el regne inicià un lent procés de recuperació social i econòmica. Tot i les dificultats, aquesta etapa va veure l'arribada d'immigrants procedents de Catalunya, València i Gènova, que van contribuir al repoblament i al desenvolupament de les activitats comercials i productives. Malgrat això, les crisis alimentàries continuades van posar de manifest la dependència de Mallorca de les importacions de blat i altres productes essencials per assegurar la subsistència de la població.

## El regne sota els Habsburg
El matrimoni dels Reis Catòlics i, sobretot, la coronació de Carles V com a emperador del Sacre Imperi Romanogermànic varen convertir el Regne de Mallorca en una peça més dins la partida geopolítica de la Monarquia Hispànica.
A principis del segle xvi, Mallorca es va veure sacsejada per la Germania de Mallorca (1521-1523), una revolta popular contra la noblesa i l'administració reial, influenciada per la Germania de València. L'aixecament, liderat per Joanot Colom, va ser impulsat per l'endèmica crisi econòmica, la corrupció administrativa i els abusos senyorials. Els agermanats van prendre el control de Palma i van instaurar un govern revolucionari que limitava el poder dels nobles i promovia reformes socials. No obstant això, Carles V va respondre enviant tropes per sufocar la revolta, que fou definitivament derrotada el 1523. La repressió contra els agermanats va ser dura: molts van ser executats, i la resta de la població fou sotmesa al pagament de fortes multes. Aquesta derrota va reforçar el poder de la noblesa i l'administració reial, establint un precedent de control autoritari que marcaria l'illa durant els segles posteriors.
Durant aquest període, el Regne de Mallorca mantingué les seves institucions pròpies però amb un fort control de la Corona. Els virreis, representants directes del monarca, eren majoritàriament valencians i aragonesos, amb només quatre catalans en aquest càrrec entre 1512 i 1701. El 1572 es va instaurar la Reial Audiència de Mallorca, amb la meitat dels seus membres provinents d'altres territoris de la Corona d'Aragó, reforçant el poder reial i limitant la influència de les institucions locals. Els juristes i administradors catalans van tenir un paper destacat en el govern de l'illa, ocupant càrrecs com el de regent de la cancelleria, auditors o jutges de la Reial Audiència.
L'illa va patir diverses crisis econòmiques derivades de la manca de queviures i de la presència de corsaris turcs i nord-africans. Per fer-hi front, es van reforçar les defenses costaneres amb torres de vigilància i es van construir noves murades a Palma. Al mateix temps, es van aplicar mesures econòmiques proteccionistes, com la prohibició d'utilitzar or i plata per evitar la sortida de moneda de l'illa i facilitar les importacions de blat i altres aliments essencials. Es fomentà també l'arribada de mestres artesans de Catalunya i València per impulsar la producció tèxtil local.
Les tensions entre els virreis i els jurats de la Universitat de Mallorca van ser freqüents, especialment pel control dels nomenaments municipals i fiscals. Els jurats reivindicaven el seu dret a participar en les decisions polítiques, però sovint es trobaven amb l'oposició de l'administració reial. En diverses ocasions, el virrei va ordenar l'empresonament de jurats i altres oficials locals que s'hi oposaven. Amb la mort de Carles II el 1700, Mallorca passà a mans de Felip V, posant fi a l'etapa dels Habsburg i iniciant les reformes borbòniques que suprimiren les institucions pròpies del regne.

## Extinció de les institucions representatives
El Regne de Mallorca conservà les seves institucions i dret públic fins a la promulgació del Decret de Nova Planta (28 de novembre de 1715) i la seva denominació, fins a la divisió dels territoris de la Monarquia d'Espanya en províncies (provincia de Palma de Mallorca, primer, i provincia de Baleares, després) en 1833. Si bé tècnicament mai fou abolit, el seu ús com a divisió administrativa és inexistent.